# Achraf Hakimi
Achraf Hakimi Mouh (tiếng Ả Rập: أشرف حكيمي موح; sinh ngày 4 tháng 11 năm 1998) là một cầu thủ bóng đá chuyên nghiệp người Maroc hiện đang thi đấu ở vị trí hậu vệ phải cho câu lạc bộ Ligue 1 Paris Saint-Germain và đội tuyển bóng đá quốc gia Maroc. Nổi tiếng nhờ lối chơi giàu sức tấn công, tốc độ, khả năng phòng ngự siêu hạng, khả năng kiểm soát bóng hoàn hảo và khả năng xử lý tình huống cố định thần sầu, anh được đánh giá là một trong những hậu vệ cánh xuất sắc nhất thế giới trong thế hệ của mình.
Hakimi đến từ lò đào tạo trẻ của Real Madrid. Anh bắt đầu chơi cho Real Madrid Castilla vào năm 2016 và được đôn lên đội một vào năm 2017, chơi một vài phút với đội sau. Anh sau đó được gửi đến một hợp đồng cho mượn hai năm cho đội bóng Bundesliga Borussia Dortmund, giành DFL-Supercup vào năm 2019. Sau khi được cho mượn thành công với Dortmund, Hakimi đã ký hợp đồng với đội bóng Serie A Inter Milan với mức phí được báo cáo là 40 triệu euro, với màn trình diễn của anh đã giúp câu lạc bộ giành chức vô địch quốc gia, chấm dứt cơn hạn hán chức vô địch kéo dài 11 năm của câu lạc bộ. Màn trình diễn của anh đã thu hút sự quan tâm của một số câu lạc bộ châu Âu, và Paris Saint-Germain sau này đã ký hợp đồng với anh vào năm 2021, nơi anh cùng với các đồng đội giành cú ăn ba châu lục gồm Ligue 1, Coupe de France và UEFA Champions League trong mùa giải 2024–25.
Sinh ra ở Tây Ban Nha với cha mẹ là người Maroc, Hakimi đã đại diện cho Maroc ở nhiều cấp độ trẻ khác nhau, trước khi ra mắt quốc tế vào năm 2016 ở tuổi 17, sau khi được khoác áo đội tuyển trẻ quốc gia ở cấp độ U-20 trước đó. Anh được chọn vào đội tuyển Maroc tham dự hai kỳ FIFA World Cup vào các năm 2018 và 2022, nơi anh và các đồng đội làm nên lịch sử khi tiến tới vòng bán kết và cán đích ở hạng tư chung cuộc ở giải đấu sau, và hai kỳ Africa Cup of Nations vào các năm 2019 và 2021.

## Đầu đời
Sinh ra ở Madrid, Tây Ban Nha, có cha mẹ là người Maroc, Hakimi tham gia đội trẻ của Real Madrid vào năm 2006 từ CD Colonia Ofigevi khi mới tám tuổi.

## Sự nghiệp câu lạc bộ

### Real Madrid

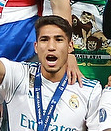
Hakimi sau chức vô địch UEFA Champions League 2017–18 với Real Madrid

Hakimi ra mắt Real Madrid trong trận đấu đầu tiên của International Champions Cup 2016, thua 1–3 trước Paris Saint-Germain. Sau đó, anh trở lại đội B, ra mắt cấp cao vào ngày 20 tháng 8 năm 2016 bằng trận ra quân trong chiến thắng 3–2 Segunda División B trên sân nhà trước Real Sociedad B.
Hakimi ghi bàn thắng đầu tiên của mình vào ngày 25 tháng 9 năm 2016, ghi bàn gỡ hòa trong trận hòa 1–1 trước Fuenlabrada.
Vào ngày 19 tháng 8 năm 2017, Hakimi được đôn lên đội hình chính để dự phòng cho Dani Carvajal và Nacho, đồng thời được giao chiếc áo số 19. Anh ra mắt đội một – và La Liga – vào ngày 1 tháng 10, bắt đầu trong chiến thắng 2–0 trên sân nhà trước Espanyol. Anh ghi bàn thắng đầu tiên tại La Liga vào ngày 9 tháng 12 năm 2017 trong chiến thắng 5–0 trước Sevilla. Vào ngày 12 tháng 5 năm 2018, anh ghi bàn thắng thứ hai vào lưới Celta Vigo trong chiến thắng 6–0. Tại UEFA Champions League 2017–18, anh đã có hai lần ra sân khi Madrid giành chức vô địch, lần thứ ba liên tiếp và lần thứ 13 chung cuộc. Mặc dù không có tên trong đội hình tham dự trận chung kết của giải đấu, song anh vẫn nhận được huy chương và được ghi nhận là cầu thủ Maroc đầu tiên vô địch Champions League.

#### Cho mượn tại Dortmund
Vào ngày 11 tháng 7 năm 2018, Hakimi ký hợp đồng với câu lạc bộ Bundesliga Borussia Dortmund theo hợp đồng cho mượn hai năm. Anh ghi bàn thắng đầu tiên cho câu lạc bộ trong chiến thắng 7–0 trước 1. FC Nürnberg vào ngày 27 tháng 9 năm 2018. Lần đầu tiên trong sự nghiệp, anh có ba pha kiến tạo trong một trận đấu với Atlético Madrid, trong trận đấu đầu tiên tại Champions League cho Dortmund. Hakimi ghi một cú đúp vào lưới Slavia Praha ở vòng bảng Champions League vào ngày 2 tháng 10 năm 2019, bàn thắng đầu tiên của anh ở giải đấu này. Vào ngày 5 tháng 11 năm 2019, Hakimi ghi thêm một cú đúp nữa trong hiệp hai để biến thất bại 2–0 trước Inter Milan thành chiến thắng 3–2 tại Westfalenstadion.
Vào tháng 2 năm 2020, Hakimi đã lập kỷ lục tốc độ Bundesliga khi đạt tốc độ 36,48 km/h (22,67 dặm/giờ) trong trận đấu với Union Berlin, đánh bại kỷ lục cũ của giải đấu mà anh đã lập trước RB Leipzig ba tháng trước đó là 36,2 km/h (22,5 dặm/giờ). Vào ngày 31 tháng 5 năm 2020, Hakimi ghi bàn trong chiến thắng 6–1 trên sân khách của câu lạc bộ trước SC Paderborn. Sau khi ghi bàn thắng, anh cởi áo để lộ chiếc áo có dòng chữ "Công lý cho George Floyd". Đồng đội của anh, Jadon Sancho, cũng để lộ chiếc áo tương tự sau khi ghi bàn.

### Inter Milan
Vào ngày 2 tháng 7 năm 2020, Hakimi ký hợp đồng với câu lạc bộ Serie A Inter Milan theo hợp đồng 5 năm, với mức phí được báo cáo là khoảng 40 triệu euro. Vào ngày 26 tháng 9 năm 2020, Hakimi ra mắt và có một pha kiến tạo trong chiến thắng 4–3 trước Fiorentina ở Serie A. Anh ghi bàn thắng đầu tiên cho câu lạc bộ trong trận đấu tiếp theo với Benevento, trận đấu mà Inter thắng 5–2.

### Paris Saint-Germain
Hakimi đã ký hợp đồng với câu lạc bộ Ligue 1 Paris Saint-Germain (PSG) vào ngày 6 tháng 7 năm 2021 theo hợp đồng 5 năm. Phí chuyển nhượng mà PSG trả được The Guardian đưa tin là 60 triệu euro ban đầu, có khả năng tăng thêm 11 triệu euro trong các khoản phụ phí. Hakimi có trận ra mắt tại Ligue 1 cho PSG vào ngày 7 tháng 8 năm 2021, chơi trọn vẹn 90 phút và ghi bàn thắng đầu tiên cho câu lạc bộ vào lưới Troyes. Anh nhận thẻ đỏ đầu tiên ở bóng đá châu Âu trong trận hòa 0–0 trước Marseille vào ngày 24 tháng 8 năm 2021. Vào ngày 22 tháng 9 năm 2021, Hakimi ghi hai bàn trong chiến thắng 2–1 trước FC Metz để cho phép đội của mình giành chiến thắng và mang về 3 điểm. Trong mùa giải đầu tiên của mình tại PSG, anh cùng với các đồng đội giành được chức vô địch Ligue 1, qua đó đánh dấu đây là chức vô địch giải đấu thứ hai liên tiếp của cá nhân anh.
Vào ngày 14 tháng 2 năm 2023, Hakimi được đề cử cho FIFA FIFPRO World 11 năm 2022.

## Sự nghiệp quốc tế

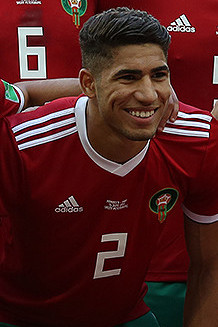
Hakimi với trước trận đấu gặp tại FIFA World Cup 2018

Sau khi đại diện cho Maroc ở các cấp độ U-17 và U-20, Hakimi ra mắt đội U-23 vào ngày 5 tháng 6 năm 2016, trong chiến thắng giao hữu 1–0 trước U-23 Cameroon. Anh có trận ra mắt quốc tế đầy đủ vào ngày 11 tháng 10 năm 2016, vào sân thay cho Fouad Chafik trong chiến thắng 4–0 trước Canada. Anh ghi bàn thắng quốc tế đầu tiên vào ngày 1 tháng 9 năm 2017, ghi bàn thứ tư trong chiến thắng 6–0 trên sân nhà trước Mali.

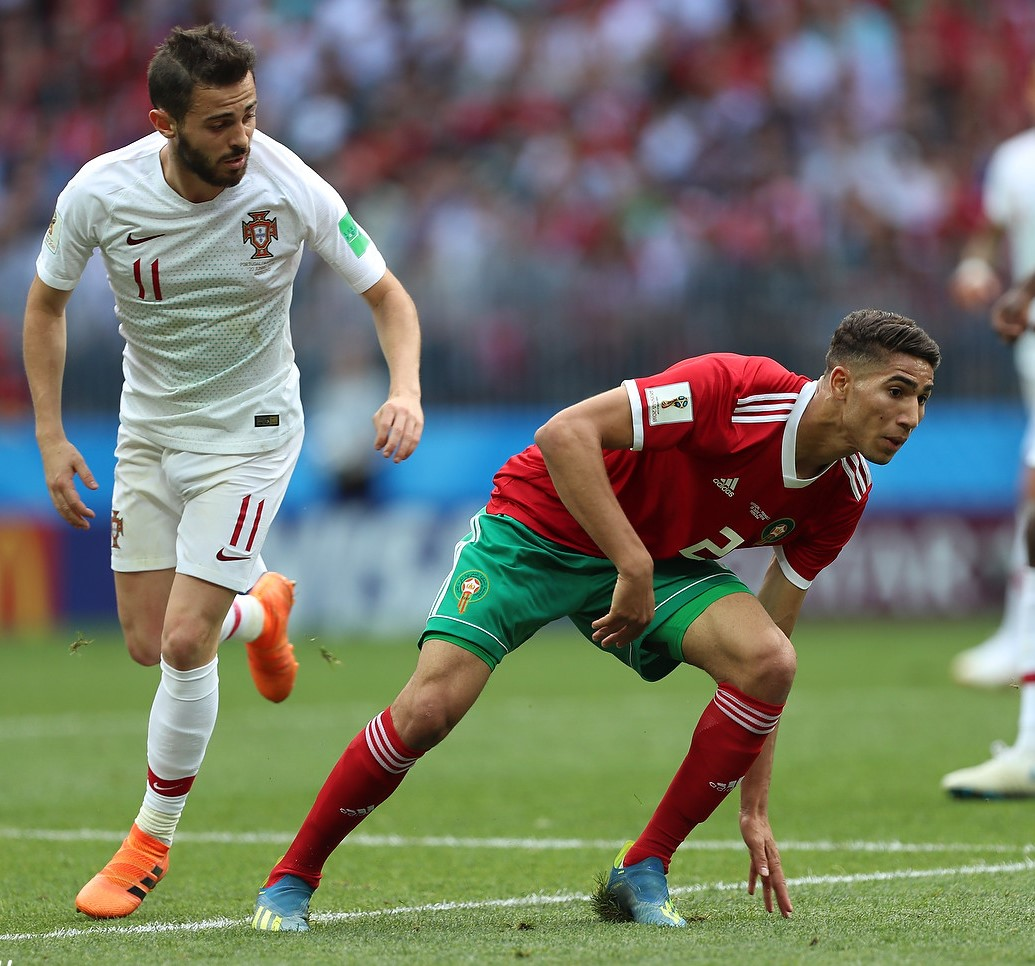
Hakimi (phải) đối đầu với Bernardo Silva của Bồ Đào Nha (trái) tại FIFA World Cup 2018

Vào tháng 5 năm 2018, anh có tên trong đội hình sơ bộ của Maroc tham dự FIFA World Cup 2018 và vào ngày 4 tháng 6, anh có tên trong đội hình 23 người chính thức cho giải đấu vào mùa hè.
Hakimi cũng được triệu tập tham dự Cúp bóng đá châu Phi 2021 ở Cameroon. Anh đá chính tất cả các trận ở vòng bảng. Anh ấy đã ghi một quả đá phạt trực tiếp trong trận hòa 2–2 trước Gabon. Anh đá chính ở vòng 16 gặp Malawi, ghi bàn từ một quả phạt trực tiếp ở phút 70 để mang về chiến thắng cho đội của mình.

### World Cup 2022
Vào ngày 10 tháng 11 năm 2022, Hakimi có tên trong đội hình 26 người của Maroc tham dự FIFA World Cup 2022 tại Qatar. Anh đã ghi bàn thắng quyết định trong loạt sút luân lưu vào lưới Tây Ban Nha ở vòng 16 đội, giúp quốc gia của anh ấy có một suất vào tứ kết.

## Phong cách thi đấu
Khi ký hợp đồng với Borussia Dortmund, Hakimi được mô tả là một hậu vệ cánh có khả năng tấn công nhanh, năng động và mạnh mẽ, người giỏi về chiến thuật và kỹ thuật cũng như khả năng thực hiện những đường chuyền dài chính xác từ hàng thủ. Được huấn luyện ở vị trí tiền vệ cánh, anh cũng có thể chơi ở vị trí hậu vệ nhờ thể chất của mình.

## Đời tư
Hakimi đã kết hôn với nữ diễn viên người Tây Ban Nha Hiba Abouk; cô là người gốc Libya và Tunisia. Cặp đôi có 2 con trai, sinh vào các năm 2020 và 2022. Vào ngày 27 tháng 3 năm 2023, Abouk đưa ra một tuyên bố trên tài khoản Instagram của mình xác nhận rằng cặp đôi đã ly thân trước đó và họ đang chờ tố tụng ly hôn.
Hakimi là một người theo đạo Hồi.
Vào ngày 3 tháng 3 năm 2023, Hakimi bị thẩm phán điều tra ở Paris truy tố về cáo buộc hiếp dâm và bị đặt dưới sự giám sát tư pháp. Anh bị cấm liên lạc với nạn nhân được cho là của mình nhưng được phép rời khỏi lãnh thổ Pháp.
Hakimi và vợ, Hiba Abouk ly hôn vào năm 2023, trong quá trình làm thủ tục ly hôn, có thông tin cho rằng Hiba đã yêu cầu hơn một nửa tài sản và gia tài của Hakimi. Các báo cáo chưa được xác nhận suy đoán rằng Hiba đã bị "sốc" khi biết rằng tài sản của Hakimi được giữ dưới tên của mẹ anh.

## Thống kê sự nghiệp

### Câu lạc bộ
Tính đến ngày 13 tháng 7 năm 2025
| Câu lạc bộ               | Mùa giải            | Giải đấu            | Giải đấu | Giải đấu | Cúp quốc gia | Cúp quốc gia | Châu Âu | Châu Âu | Khác | Khác | Tổng cộng | Tổng cộng |
| Câu lạc bộ               | Mùa giải            | Hạng đấu            | Trận     | Bàn      | Trận         | Bàn          | Trận    | Bàn     | Trận | Bàn  | Trận      | Bàn       |
| ------------------------ | ------------------- | ------------------- | -------- | -------- | ------------ | ------------ | ------- | ------- | ---- | ---- | --------- | --------- |
| Real Madrid Castilla     | 2016–17             | Segunda División B  | 28       | 1        | —            | —            | —       | —       | —    | —    | 28        | 1         |
| Real Madrid              | 2017–18             | La Liga             | 9        | 2        | 5            | 0            | 2       | 0       | 1    | 0    | 17        | 2         |
| Borussia Dortmund (mượn) | 2018–19             | Bundesliga          | 21       | 2        | 2            | 1            | 5       | 0       | —    | —    | 28        | 3         |
| Borussia Dortmund (mượn) | 2019–20             | Bundesliga          | 33       | 5        | 3            | 0            | 8       | 4       | 1    | 0    | 45        | 9         |
| Borussia Dortmund (mượn) | Tổng cộng           | Tổng cộng           | 54       | 7        | 5            | 1            | 13      | 4       | 1    | 0    | 73        | 12        |
| Inter Milan              | 2020–21             | Serie A             | 37       | 7        | 3            | 0            | 5       | 0       | —    | —    | 45        | 7         |
| Paris Saint-Germain      | 2021–22             | Ligue 1             | 32       | 4        | 0            | 0            | 8       | 0       | 1    | 0    | 41        | 4         |
| Paris Saint-Germain      | 2022–23             | Ligue 1             | 28       | 5        | 2            | 0            | 8       | 0       | 1    | 0    | 39        | 5         |
| Paris Saint-Germain      | 2023–24             | Ligue 1             | 25       | 4        | 3            | 0            | 11      | 1       | 1    | 0    | 40        | 5         |
| Paris Saint-Germain      | 2024–25             | Ligue 1             | 25       | 4        | 5            | 1            | 17      | 4       | 8    | 2    | 55        | 11        |
| Paris Saint-Germain      | 2025–26             | Ligue 1             | 0        | 0        | 0            | 0            | 0       | 0       | 0    | 0    | 0         | 0         |
| Paris Saint-Germain      | Tổng cộng           | Tổng cộng           | 110      | 17       | 10           | 1            | 44      | 5       | 11   | 2    | 175       | 25        |
| Tổng cộng sự nghiệp      | Tổng cộng sự nghiệp | Tổng cộng sự nghiệp | 237      | 34       | 23           | 2            | 64      | 9       | 13   | 2    | 337       | 47        |

1. ↑  Bao gồm Copa del Rey, DFB-Pokal, Coppa Italia, Coupe de France
2. 1 2 3 4 5 6 7 8  Số lần ra sân tại UEFA Champions League
3. ↑  Số lần ra sân tại FIFA Club World Cup
4. ↑  Ra sân tại DFL-Supercup
5. 1 2 3  Ra sân tại Trophée des Champions
6. ↑  Một lần ra sân tại Trophée des Champions, bảy lần ra sân và hai bàn thắng tại FIFA Club World Cup

### Đội tuyển quốc gia
Tính đến ngày 9 tháng 6 năm 2025
| Đội tuyển bóng đá | Năm       | Trận | Bàn |
| ----------------- | --------- | ---- | --- |
| Maroc             | 2016      | 1    | 0   |
| Maroc             | 2017      | 5    | 1   |
| Maroc             | 2018      | 12   | 0   |
| Maroc             | 2019      | 10   | 1   |
| Maroc             | 2020      | 4    | 1   |
| Maroc             | 2021      | 9    | 2   |
| Maroc             | 2022      | 20   | 3   |
| Maroc             | 2023      | 7    | 0   |
| Maroc             | 2024      | 14   | 2   |
| Maroc             | 2025      | 3    | 1   |
| Tổng cộng         | Tổng cộng | 85   | 11  |

Kể từ trận đấu diễn ra vào ngày 6 tháng 6 năm 2025. Tỷ số của Maroc được liệt kê đầu tiên, cột tỷ số cho biết tỷ số sau mỗi bàn thắng của Hakimi.
| #  | Ngày                 | Địa điểm                                                  | Đối thủ      | Bàn thắng | Kết quả | Giải đấu                            | Nguồn  |
| -- | -------------------- | --------------------------------------------------------- | ------------ | --------- | ------- | ----------------------------------- | ------ |
| 1  | 1 tháng 9 năm 2017   | Sân vận động Hoàng tử Moulay Abdellah, Rabat, Maroc       | Mali         | 4–0       | 6–0     | Vòng loại FIFA World Cup 2018       | [ 44 ] |
| 2  | 19 tháng 11 năm 2019 | Sân vận động Hoàng tử Louis Rwagasore, Bujumbura, Burundi | Burundi      | 3–0       | 3–0     | Vòng loại CAN 2021                  | [ 73 ] |
| 3  | 13 tháng 11 năm 2020 | Sân vận động Mohammed V, Casablanca, Maroc                | Trung Phi    | 1–0       | 4–1     | Vòng loại CAN 2021                  | [ 74 ] |
| 4  | 12 tháng 6 năm 2021  | Sân vận động Hoàng tử Moulay Abdellah, Rabat, Maroc       | Burkina Faso | 4–0       | 6–0     | Giao hữu                            | [ 75 ] |
| 5  | 6 tháng 10 năm 2021  | Sân vận động Hoàng tử Moulay Abdellah, Rabat, Maroc       | Guiné-Bissau | 1–0       | 5–0     | Vòng loại FIFA World Cup 2022       | [ 76 ] |
| 6  | 18 tháng 1 năm 2022  | Sân vận động Ahmadou Ahidjo, Yaoundé, Cameroon            | Gabon        | 2–2       | 2–2     | CAN 2021                            | [ 77 ] |
| 7  | 25 tháng 1 năm 2022  | Sân vận động Ahmadou Ahidjo, Yaoundé, Cameroon            | Malawi       | 2–1       | 2–1     | CAN 2021                            | [ 78 ] |
| 8  | 29 tháng 3 năm 2022  | Sân vận động Hoàng tử Moulay Abdellah, Rabat, Maroc       | CHDC Congo   | 4–0       | 4–1     | Vòng loại FIFA World Cup 2022       | [ 79 ] |
| 9  | 21 tháng 1 năm 2024  | Sân vận động Laurent Pokou, San-Pédro, Bờ Biển Ngà        | CHDC Congo   | 1–0       | 1–1     | CAN 2023                            | [ 80 ] |
| 10 | 12 tháng 10 năm 2024 | Sân vận động Honor, Oujda, Ma Rốc                         | Trung Phi    | 3–0       | 5–0     | Vòng loại Cúp bóng đá châu Phi 2025 | [ 81 ] |
| 11 | 6 tháng 6 năm 2025   | Sân vận động Fez, Fez, Ma Rốc                             | Tunisia      | 1–0       | 2–0     | Giao hữu                            | [ 82 ] |

## Danh hiệu

### Câu lạc bộ

#### Real Madrid Castilla
- Copa del Rey Juvenil de Fútbol: 2017[83]

#### Real Madrid
- Supercopa de España: 2017[84]
- UEFA Champions League: 2017–18[85]
- UEFA Super Cup: 2017[86]
- FIFA Club World Cup: 2017[87]

#### Borussia Dortmund
- DFL-Supercup: 2019[88]

#### Inter Milan
- Serie A: 2020–21[89]

#### Paris Saint Germain
- Ligue 1: 2021–22, 2022–23, 2023–24,[90] 2024–25[91]
- Coupe de France: 2023–24,[92] 2024–25[93]
- Trophée des Champions: 2022, 2023, 2024
- UEFA Champions League: 2024–25[94]
- UEFA Super Cup: 2025[95]
- FIFA Club World Cup á quân: 2025[96]

### Cá nhân
- Cầu thủ trẻ xuất sắc nhất năm của CAF: 2018,[97] 2019[98][99]
- Tân binh của tháng Bundesliga: Tháng 9 năm 2018,[100] Tháng 11 năm 2018,[101] Tháng 12 năm 2019[102]
- Đội hình Bundesliga của năm: 2019–20[103]
- Cầu thủ xuất sắc nhất châu Phi của Lion d'Or: 2019[104][105]
- Đội hình đột phá của UEFA Champions League: 2019[106]
- Globe Soccer Awards Cầu thủ trẻ Ả Rập xuất sắc nhất năm: 2019[107]
- Joy Awards Arab Sportsman of the Year: 2022[108][109]
- Đội hình tiêu biểu châu Phi của năm: 2018,[110] 2019[111]
- Đội tuyển bóng đá châu Phi của năm của Pháp: 2018,[112] 2019,[113] 2020,[114] 2021[115]
- Đội CAF của năm: 2019[99]
- Đội ESM của năm: 2021[116]
- Đội hình nam Maroc trong mơ mọi thời đại của IFFHS[117]
- Đội hình châu Phi của năm của IFFHS: 2020,[118] 2021,[119] 2022[120]
- IFFHS Men's World Team: 2021,[121] 2022[122]
- Đội hình tiêu biểu Cúp bóng đá châu Phi: 2021[123]
- Đội hình Serie A của năm: 2020–21[124]
- FIFA FIFPRO World 11: 2022[125]
- Cầu thủ Maroc xuất sắc nhất ở nước ngoài: 2020–21,[126] 2021–22[126]

### Tước hiệu
- Order of the Throne: 2022[127][128]